# Lingulotrochammina
Lingulotrochammina es un género de foraminífero bentónico de la subfamilia Trochammininae, de la familia Trochamminidae, de la superfamilia Trochamminoidea, del suborden Trochamminina, y del orden Trochamminida. Su especie tipo es Trochammina callima. Su rango cronoestratigráfico abarca desde el Albiense (Cretácico inferior) hasta el Cenomaniense (Cretácico superior).

## Discusión
Clasificaciones previas incluían Lingulotrochammina en el suborden Textulariina del orden Textulariida. Otras clasificaciones lo han incluido en el orden Lituolida.

## Clasificación
Lingulotrochammina incluye a las siguientes especies:
- Lingulotrochammina callima